# Gambela Hizboch

Gambela Hizbochs läge i Etiopien.

Regionens flagga.

Gambela Hizboch (ofta används kortformerna Gambela eller Gambella för regionen, amhariska: ጋምቤላ) är en av tolv regioner (kililoch) i västra Etiopien, bildad 1996 när den nya, etniskt baserade federala indelningen av landet infördes. Den administrativa huvudorten och enda större staden är Gambela. Regionen hade en folkmängd på 306 916 invånare vid folkräkningen 2007 på en yta av 25 802 km². Gambela utgör nuernas traditionella hemland.
Regionen ligger i Etiopiens västra hörn, mellan Barofloden och Akobofloden.
De största etniska grupperna i regionen är nuer (46,65 %), anuak (21,17 %) och amharer (8,42 %).

## Administrativ indelning
Regionen är indelad i fyra zoner:
- Agnewak
- Itang
- Mezhenger
- Nuwer

Dessa zoner är i sin tur indelade i totalt tretton distrikt (wereda).